# Adolf Lieben
 (juillet 2025).
Adolf Lieben (3 décembre 1836, Vienne - 6 juin 1914, id.) est un chimiste autrichien.

## Biographie
Adolf Lieben étudie à l'université de Vienne, à l'université de Heidelberg (doctorat en 1856 avec Robert Wilhelm Bunsen), et à Paris, et obtient le poste de privatdozent à l'université de Vienne en 1861, celui de professeur à l'université de Palerme (1863), de Turin (1867), et de Prague (1871). De 1875 à sa mort, il est chargé de la chaire de chimie générale et pharmaceutique de l'Université de Vienne et membre de l'Académie des sciences de Vienne.

## Publications
Lieben publia plusieurs essais dans "Liebig's Annalen der Chemie" ("Ueber die Einwirkung schwacher Affinitäten auf Aldehyde," 1861;
- Ueber das Iodbenzol, 1869;
- Ueber festes Benzoylchlorid, 1875; etc.,
- Sitzungsberichte den Kaiserlichen Akademie der Wissenschaften in Wien" ("Untersuchungen über Milchzucker, Einwirkung von Cyangas auf Aldehyde, Ueber den Formaldehyd und dessen Umwandlung in Methylalkohl, Reduction des Exotonchlorals, etc.),
- Monatshefte für Chemie,
- Comptes-Rendus de l'Académie de Paris,
- Berichte der Deutschen Chemischen Gesellschaft, Berlin,
- Gazzetta Chimica Italiana, Palermo, etc.